# NK Zadar
NK Zadar war ein kroatischer Fußballverein aus der Stadt Zadar. 

## Geschichte
Gegen Ende des Zweiten Weltkriegs wurde am 26. April 1945 das Fiskulturno društvo Zadar mit den Abteilungen Fußball, Basketball und Leichtathletik gegründet. Am 9. Februar 1949 wurde die Fußballabteilung als NK Zadar ausgegliedert.
Im Jahre 1992 war der Verein als Zadarkomerc Gründungsmitglied der 1. HNL. Seither spielte der Verein bis auf fünf Spielzeiten immer in der ersten Liga Kroatiens. Seit 2001 heißt der Verein offiziell NK Zadar.
Im kroatischen Pokal gelang 1995/96 der Einzug ins Halbfinale.
In der Saison 2014/15 stieg der Verein aus der 1. HNL ab und danach folgte 2016 als Tabellenletzter der Absturz in die 3. HNL. Dank der Erweiterung der 2. HNL auf 14 Vereine stieg der Verein mit einem dritten Platz 2018 wieder in die 2. Liga auf, konnte aber die Klasse dort wegen der verweigerten Lizenz nicht halten und spielte in der Saison 2019/20 wieder in der dritten Liga. Im Sommer 2020 wurde der Klub aufgelöst, der HNK Zadar wurde als Nachfolgeverein gegründet.

## Stadion
Das Stadion Stanovi ist benannt nach dem Stadtviertel, in dem es beheimatet ist und verfügt über 2 860 Sitz- sowie 3 000 Stehplätze. Auch eine VIP-Loge mit 30 Plätzen ist vorhanden.
In der jetzigen Form wurde es anlässlich der Mittelmeerspiele 1979 in Split fertiggestellt. Wegen neuer Lizenzbedingungen des kroatischen Fußballverbandes wurde es 2008 mit einer Flutlichtanlage versehen, weitere Ausbauarbeiten sind geplant. Nach dem Abschluss sollen 5 500 Sitzplätze zur Verfügung stehen.

## Spieler
- Zvonimir Soldo (1990–1991)
- Đovani Roso (1992–1993)
- Luka Modrić (Jugend; 1992–2001)
- Danijel Subašić (2003–2008)
- Hrvoje Ćustić (2007–2008)
- Ivan Santini (2009–2013)
- Marcel Heister (2012–2014)

## Trainer
- Stanko Mršić (1995/96, 2001/02, 2003–2005)
- Miodrag Paunović (1999–2001)
- Miroslav Blažević (2014–2015)
- Igor Štimac (2015)